# Magnus Olai Asteropherus
Magnus Olai Asteropherus, född i Arboga 1579, död 1647, var en svensk skolman, läkare, dramatiker, reste utrikes i sin ungdom och studerade jämte teologi även medicin och botanik samt blev rektor i Arboga 1608 och kyrkoherde i Västra Färnebo 1614. Han har också bedömts som "insignis sui temporis Medicus" (sin tids störste läkare).

## En lustig comedia vid namn Tisbe
Asteropherus är författare till det märkliga dramat En lustig comedia vid namn Tisbe, vars manuskript 1862 fanns av Christofer Eichhorn och utgavs av honom 1863. Stycket hade uppförts i Arboga 1610, i Karlstad 1615, i Uppsala 1626, kanske även 1625. Dramat intar en enastående ställning inom dåtidens svenska dramatik; det ger en avrundad handling, som på äkta dramatiskt sätt framskrider genom hinder och nöjer sig inte som andra den tidens dramer med att dialogisera en berättelse. Innehållet är, i motsats till bibeldramerna och de fosterländska, historiska dramerna, hämtat från antiken. Scen och aktindelning är genomtänkt, vad som sker är åtminstone i yttre måtto motiverat, och stycket är fritt från alla didaktiska och moraliserande element, vilket är desto mer att beakta eftersom det ju uppfördes av skolgossar såsom en del av undervisningen. Ur denna synpunkt är också de ohöljda, ofta rätt oanständiga uttalandena i vissa delar av dialogen anmärkningsvärda. De livliga, komiska scenerna mellan två demoner (Jarib och Holfred) är också att beakta.
Tisbe är otvivelaktigt det bäst byggda, mest formfulländade och om största dramatiska insikt vittnande stycket inom vår äldre dramatik. En fråga är dock om det är original, något som allt från dess framläggande i tryck varit underkastat tvivel. Den meningen har framställts att det skulle vara bearbetning av ett numera förlorat engelskt drama, Pyramus och Tisbe, som uppfördes i Tyskland under den tid Asteropheros vistades där. Mest sannolikt tycks vara att Asteropheros, som under sina resor sett och läst olika slag av skådespel och romaner, efterbildat och använt motiv och detaljer från skilda håll. Särskilt har det uppvisats, att motiv upptagits ur Euripides Hippolytos, ur ett av de s.k. Hibaldehadramerna av hertig Henrik Julius av Braunschweig, ur Aeneas Sylvius roman De Eurialo et Lucretia samt ur ett drama Pyramus och Tisbe av S. Israel. Stilen påminner inte obetydligt om det engelska komediantdramat.